# Luang Namtha (provincija)
Luang Namtha  (laoški: ຫລວງນໍ້າທາ) je jedna od šesnaest provincija u Laosu. 

## Zemljopis
Provincija se nalazi u sjeverozapadnom dijelu zemlje, prostire se na 9.325 km2.  Susjedne laoške provincije su Oudomxay na istoku i jugoistoku te Bokeo na jugozapadu. Luang Namtha ima granicu s Mjanmarom na sjeverozapadu i Kinom na sjeveroistoku.

## Demografija
Prema podacima iz 2005. godine u provinciji živi 145.289 stanovnika, dok je prosječna gustoća naseljenosti 16 stanovnika na km². Stanovništvo se sastoji od etničkih skupina Khamu, Akha (Eko), Hmong, Yao (Ioumien), Lanetene, Lao, Tai Lue, Thai Neua i Thai Dam.

## Administrativna podjela
Provincija je podjeljena na pet distrikta:
| karta | kod          | ime         | laoški |
| ----- | ------------ | ----------- | ------ |
|       |              |             |        |
| 3-01  | Namtha       | ເມືອງຫຼວງນໍ້າທາ |        |
| 3-02  | Sing         | ເມືອງສີງ      |        |
| 3-03  | Long         | ເມືອງລອງ     |        |
| 3-04  | Viengphoukha | ເມືອງວຽງພູຄາ  |        |
| 3-05  | Nale         | ເມືອງນາແລ    |        |